# ЭКр1
ЭКр1 «Тарпан» (Электропоезд крюковский 1-й, укр. ЕКр1) — украинский межрегиональный скоростной двухсистемный электропоезд, разработанный на Крюковском вагоностроительном заводе в Кременчуге (Полтавская область, Украина) в 2011—2012 годах. Целиком построены два состава (2012 год), третий построен частично. Предназначен для эксплуатации на электрифицированных линиях при максимальной эксплуатационной (служебной) скорости 200 км/ч.
Также в депо Украинской железнодорожной скоростной компании ТПС «Дарница» должен был поступить электропоезд ЭКр1-003, но проект по его изготовлению был закрыт.

## История создания
В начале XXI века на Украине встал вопрос об организации скоростного движения пассажирских поездов. Первопроходцем был «Столичный экспресс» (2002 год) сообщением Киев — Харьков. На трассе маршрута поезда имелись участки с различным типом электрификации (ЮЗЖД — переменный ток, ЮЖД — постоянный ток), а некоторые участки не имели электрификации на тот момент, что исключало эксплуатацию МВПС на данном маршруте. Поэтому поезд представлял собой локомотив и обычные вагоны с креслами для сидения (модели 61-779Б, 61-779Д и 61-779Е).

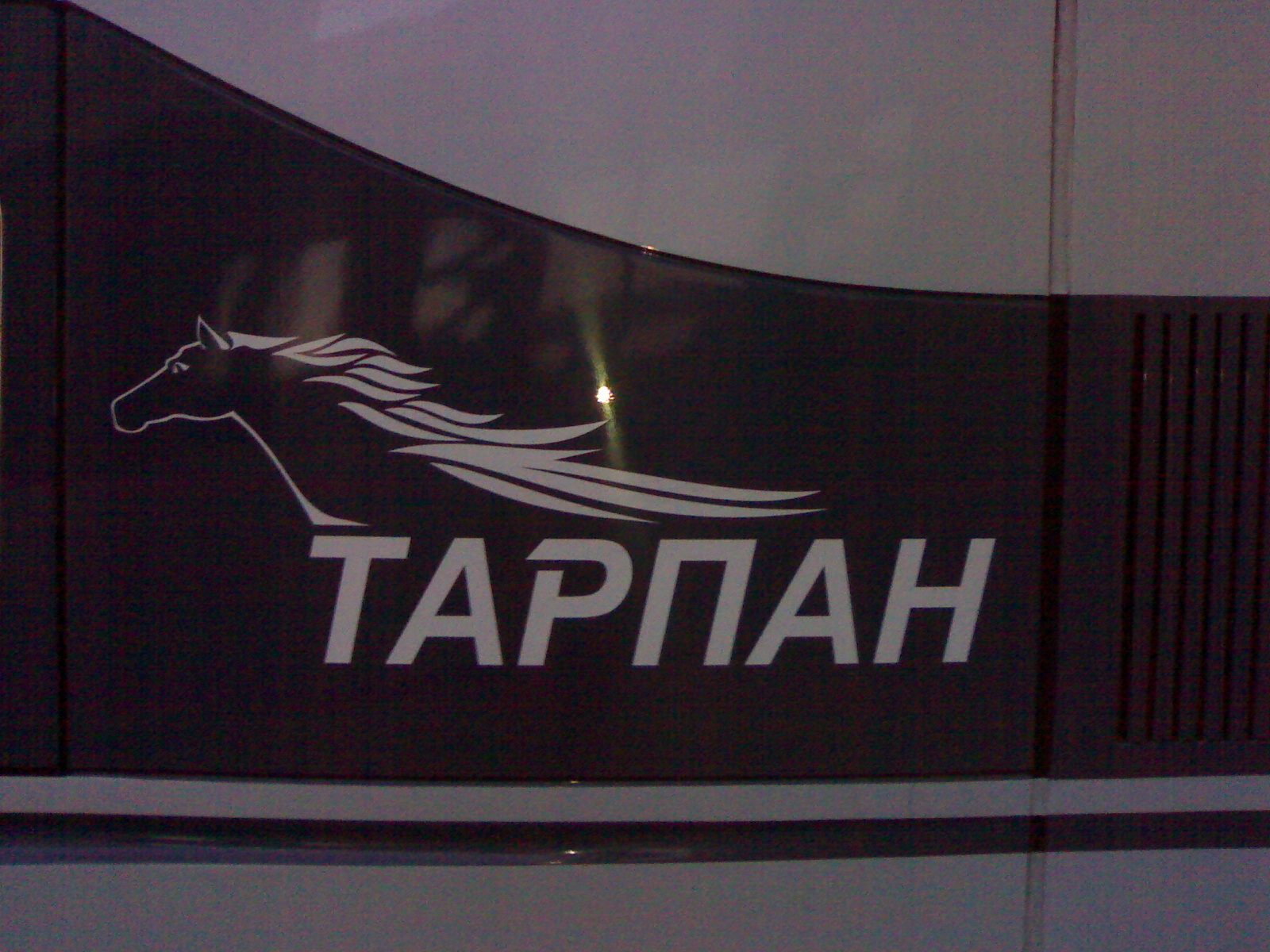
Логотип поезда крупным планом

При подготовке к чемпионату Европы по футболу Евро-2012 правительство приняло решение о закупке скоростного моторвагонного подвижного состава. В результате были закуплены 10 составов Hyundai Rotem (6 составов до начала чемпионата, а ещё 4 поставлены после окончания).
В то же время на Крюковском заводе в порядке собственной инициативы начали создавать свой скоростной поезд с расчётной скоростью 200—220 км/ч. Однако завод не смог полностью разработать и сертифицировать свой поезд к началу чемпионата.
ЭКр1-001 построен в апреле 2012 года, ЭКр1-002 — в декабре того же года.
По состоянию на сентябрь 2012 года поезд проходил заводские испытания.
31 января 2013 года представители УЗ при участии председателя наблюдательного совета КВСЗ Владимира Приходько и председателя правления Евгения Хвороста оценили на заводе состояние производства. Позже межведомственная комиссия УЗ приняла решение о присвоении конструкторской документации очередной литеры и допустила к эксплуатации первый состав ЭКр1-001:

Комиссия решила: состав и комплектность опытного образца межрегионального двухсистемного девятивагонного электропоезда производства КВСЗ в основном соответствуют требованиям технического задания. Испытания поезда и его тележек засчитаны как приемочные. Конструкторской документации присвоена литера О1.

К этому же времени закончена сборка второго состава ЭКр1-002 , на котором в феврале 2013 года проходили пусконаладочные работы.
10 сентября 2013 года УЗ заказала у КВСЗ третий электропоезд из серии, и 15 сентября проект был анонсирован.
Сборка первого и последнего вагонов начаты соответственно 15 и 24 сентября 2013 года, но уже 16 февраля 2014 года проект по изготовлению был закрыт в связи с войной в Украине. К тому времени вагоны поезда находились в следующем состоянии:
- вагон 1 собран на 85 %, полностью готова ходовая часть, кабина и 72 % пассажирского салона, полностью окрашен кузов;

- вагон 2 собран на 70 %, полностью готова ходовая часть и 65 % пассажирского салона, полностью окрашен кузов;

- вагон 3 собран на 55 %, полностью готова ходовая часть и 50 % пассажирского салона; кузов загрунтован, но не окрашен;

- вагон 4 собран на 50 %, полностью готова ходовая часть и 47 % пассажирского салона; кузов загрунтован, но не окрашен;

- вагон 5 собран на 40 %, полностью готова ходовая часть и 26 % пассажирского салона; кузов загрунтован, но не окрашен;

- вагон 6 собран на 38 %, полностью готова ходовая часть и 15 % пассажирского салона; кузов загрунтован, но не окрашен;

- вагон 7 собран на 30 %, готова лишь ходовая часть и кузов; кузов загрунтован, но не окрашен;

- вагон 8 собран на 24 %, готовы лишь кузов, рама и тележки; кузов загрунтован, но не окрашен;

- вагон 9 собран на 20 %, готовы лишь кузов и рама.

В 2016 году все девять вагонов перемещены из сборочного цеха на открытую территорию завода.

## Эксплуатация
5 апреля 2013 года межведомственная комиссия, которая работала на Крюковском вагоностроительном заводе приняла решение:

Разрешить эксплуатацию по назначению двух электропоездов ЭКр1-001 и ЭКр1-002 с максимальной эксплуатационной скоростью 160 километров в час... Разрешить ПАО «КВСЗ» изготовление опытной партии электропоездов ЭКр1 в количестве 10 единиц.

24 июня 2014 года началась эксплуатация поездов серии ЭКр1. В первый рейс электропоезд под № 743 отправился 24 июня по маршруту Дарница — Киев-Пассажирский — Львов, а с 1 июля 2014 оба поезда курсируют в сообщении Киев — Одесса. В целом, поезд ЭКр1 эксплуатируется на всех маршрутах обслуживания поездов Интерсити +.
12 декабря 2014 года открыт новый маршрут следования электропоезда сообщением Киев — Кривой Рог-Главный. Поезд курсирует через день: из Киева по чётным датам, из Кривого Рога по нечётным.
Эксплуатирует поезда Украинская железнодорожная скоростная компания. Согласно договору, срок сервисного обслуживания поездов 1 год, срок гарантийного обслуживания 2 года.
В феврале 2017 года поездами был перевезен 12-миллионный пассажир. В мае 2017 года пробег поезда превысил отметку в 1 млн км.

## Схема поезда
Поезд состоит из семи прицепных промежуточных (Пп) и двух моторных головных (Мг) вагонов. Особенность заключается в том, что хотя головные вагоны представляют собой по сути электровозы, в них предусмотрено пассажирское отделение.
Кузова вагонов изготовлены из нержавеющей стали.
Разработку конструкции и изготовление интерьеров пассажирских салонов, туалетных кабин и кабин управления выполнило предприятие ООО «МДС-Международное деловое сотрудничество». Конструкция вагонов поезда в полном объёме соответствует требованиям санитарных норм по эргономике, микроклимату, освещённости, шуму и вибрациям, а также требованиям безопасности на все отделочные и облицовочные материалы.
Интерьеры салонов, имеющие современный дизайн, выполнены из пластиковых и металлических панелей с использованием износостойких, экологически чистых, трудногорючих материалов. При необходимости они легко демонтируются и дают доступ к системам жизнеобеспечения вагонов в период их эксплуатации.

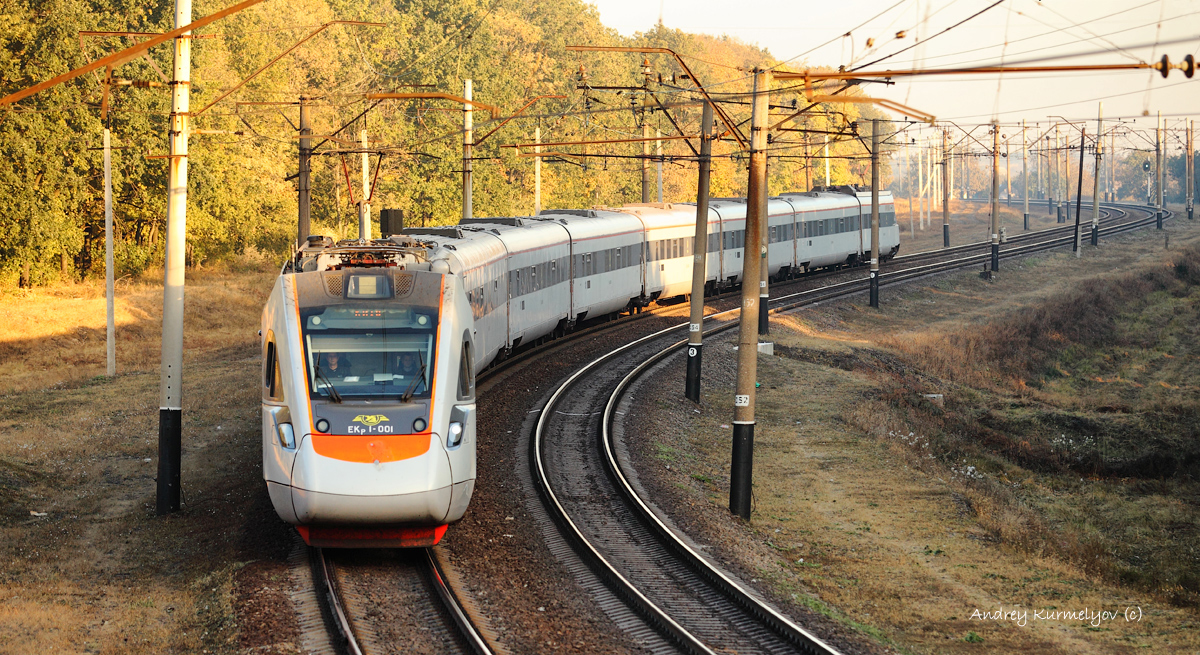
ЭКр1 проходит кривую
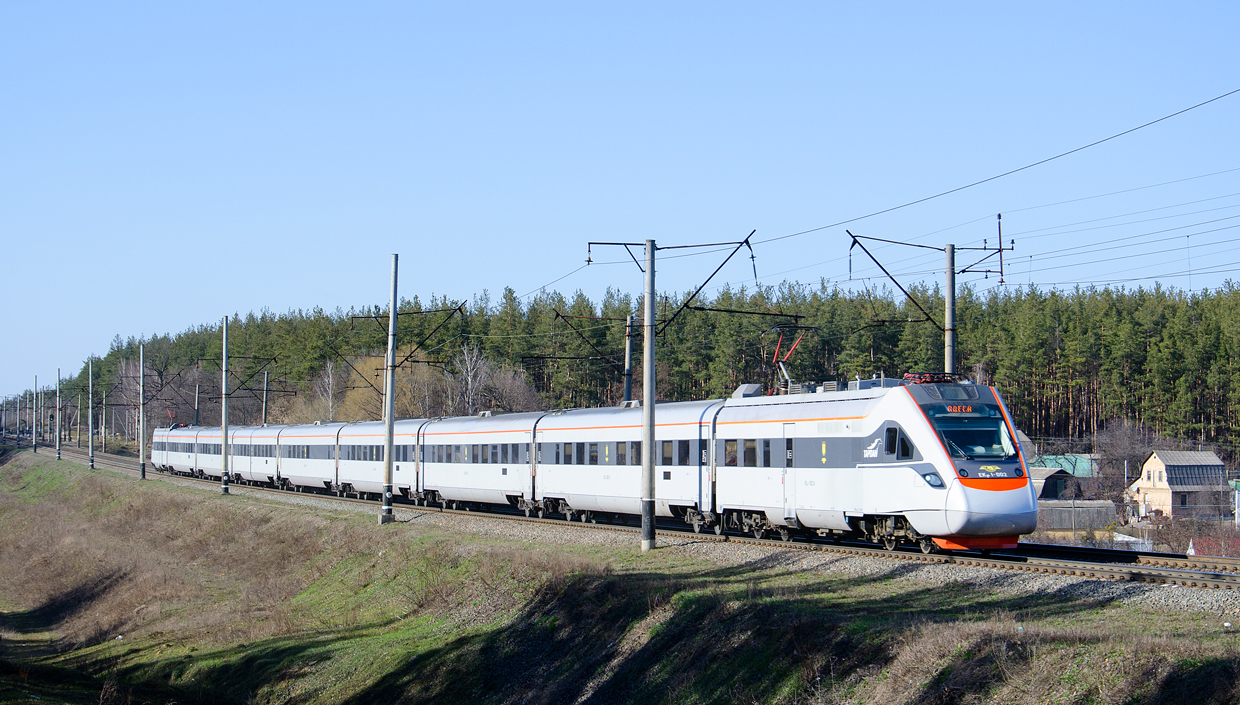
Электропоезд ЭКр1-002, Киевская область
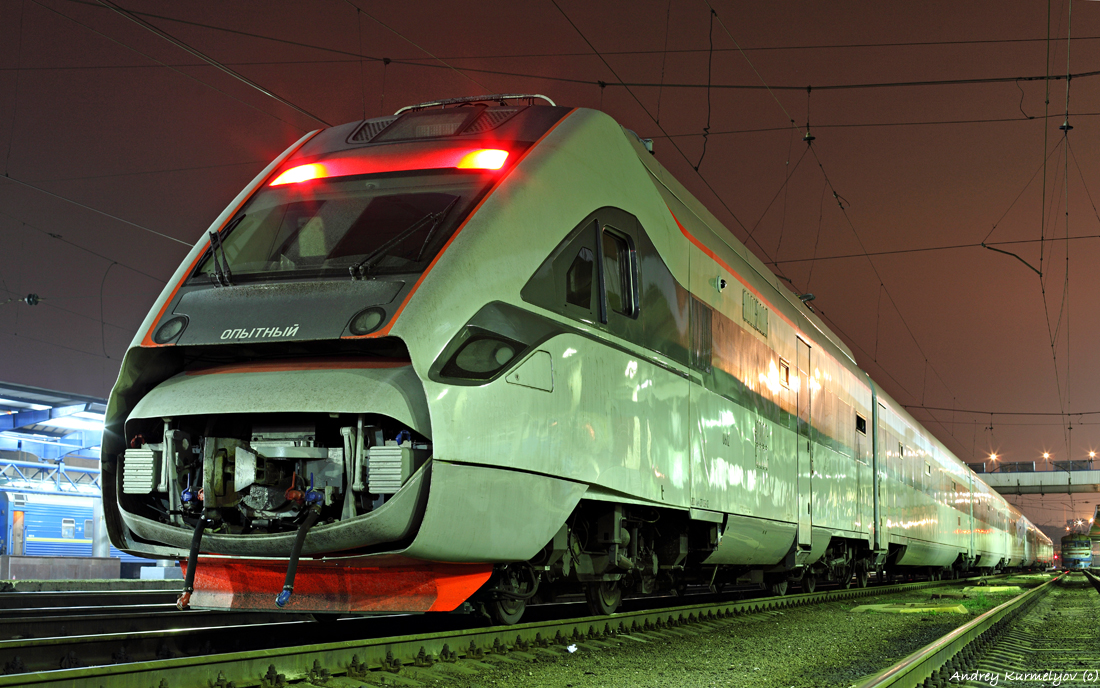
ЭКр1 на станции Днепр-Главный
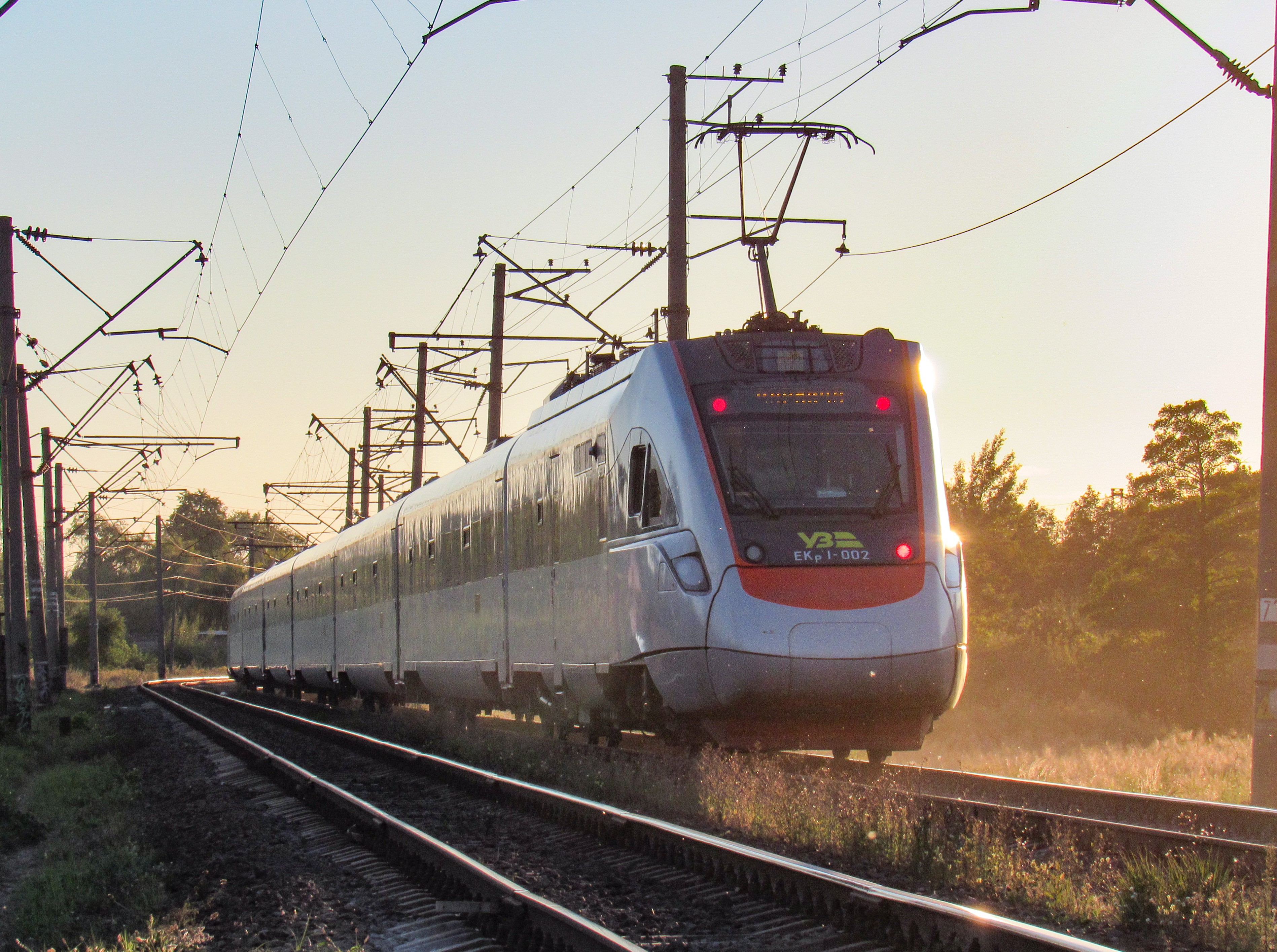
ЭКр-002 следует в сторону станции Коростень
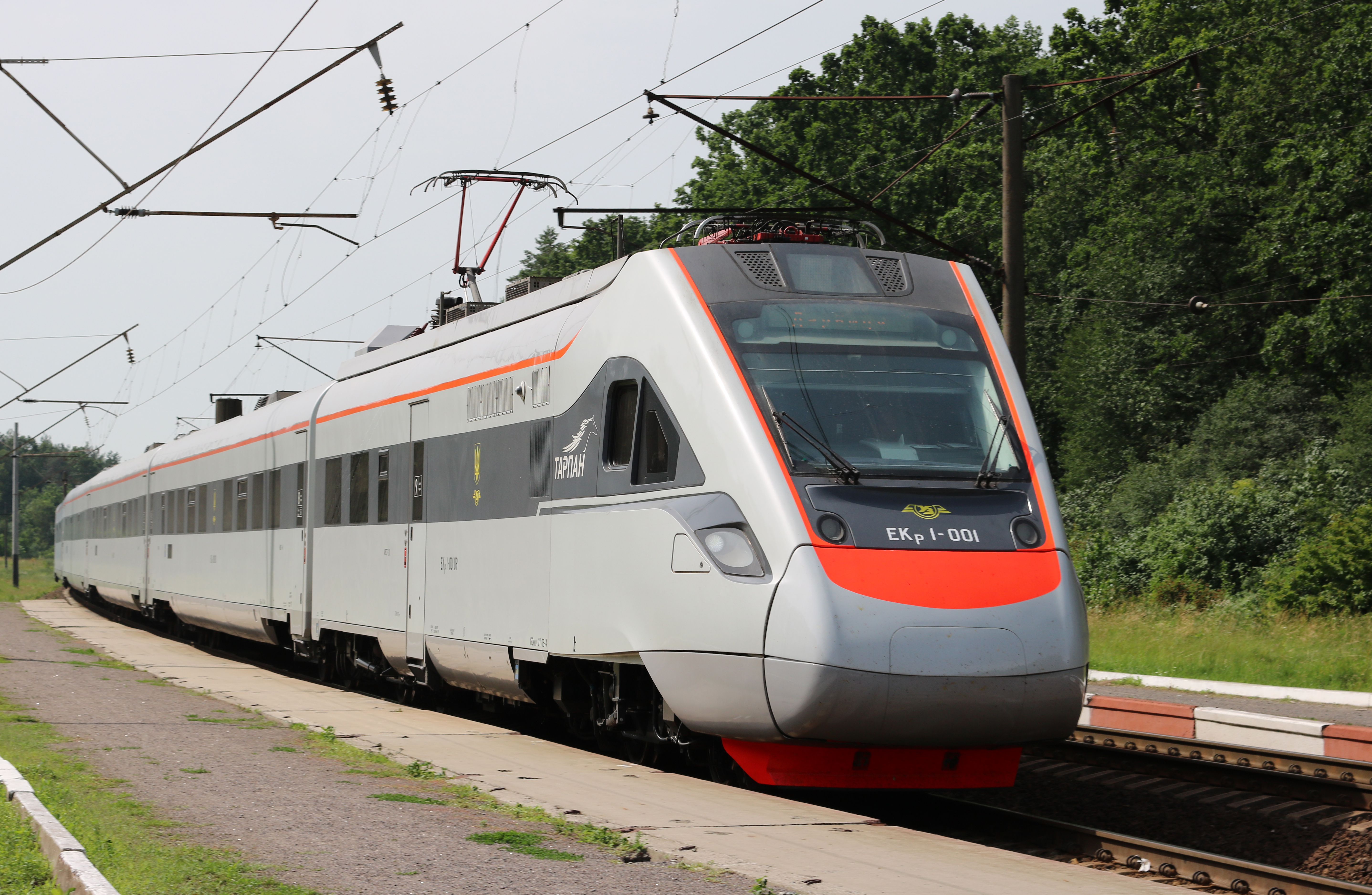
ЭКр1, Винницкая область

## Оборудование вагонов
Вагоны поезда оборудованы:
- безлюлечными тележками с центральным пневмоподвешиванием мод. 68-7072 (головной вагон) и мод. 69-7049 (промежуточный вагон);
- жесткими сцепными устройствами и герметичными переходами;
- местами для перевозки инвалидов в инвалидных колясках;
- системой электропитания централизованной от высоковольтной подвагонной магистрали, через статический преобразователь, от промышленной электросети 380В на стоянках, от аккумуляторных батарей (Электрооборудование данных вагонов имеет резервную систему электропитания в случае выхода из строя основного статического преобразователя);
- системой горячего и холодного водоснабжения;
- комбинированной системой отопления с автоматической регулировкой температуры:
- системой кондиционирования воздуха с автоматической регулировкой температуры;
- санитарно-техническим оборудованием (мойка, умывальники, душ, туалеты замкнутого типа);
- противопожарным оборудованием (пожарная сигнализация, пожарные извещатели, установка водяного пожаротушения, установка автоматического пожаротушения в электрощите);
- системой автоматического управления, контроля и диагностики (САУКД);
- системой контроля нагрева букс (СКНБ);
- системой контроля состояния дисковых тормозов (СКСТ);
- поездной автоматической системой диагностики (ПАИДС);
- системой видеонаблюдения;
- информационной системой (информационные табло и указатели);
- системой поездной связи «проводник-пассажир»;
- системой аудиотрансляции и ТВ- мониторами;
- системой спутниковой навигации и связи, Wi-Fi;
- автоматическими электроприводными дверьми прислонно-сдвижного типа;
- автоматическими тамбурными электроприводными дверьми сдвижного типа;
- системой блокировки дверей на скорости свыше 5 км/ч[8];
- головные вагоны электропоезда впервые на Украине оборудованы системой поглощения энергии (до 2 МДж) при лобовых столкновениях[1].

- Электропоезд ЭКр1 отправляется со станции Киев-Пассажирский
- Электропоезд ЭКр1-001 в Киеве

В период испытаний в прессе и ряде профильных любительских железнодорожных интернет-ресурсов на тот момент ещё официально и публично безымянный электропоезд получил необоснованное наименование модели ПЛТ200 (поезд локомотивной тяги с конструкционной скоростью 200 км/ч). Сайт КВСЗ на тот момент о такой модели ничего не сообщал. Хотя описываемый в данной статье поезд ЭКр1 фактически существует и был уже тогда представлен на сайте производителя.
В честь дикой степной лошади поезду дали имя «Тарпан».